# Basia Liebgold
Basia Liebgold (geboren als Basia Heu 18. November 1891 in Przemyśl, Österreich-Ungarn; gestorben 1942 oder 1943 im Vernichtungslager Treblinka) war eine polnische Schauspielerin jüdischer Herkunft.

Basia Liebgold (1910)

## Leben
Basia Liebgold wurde 1891 in Galizien als Basia Heu geboren. Ihre Eltern waren Marcus Sauber und Mindla Heu. Sie begann ihre Theaterkarriere als Chorus-Girl in galizischen Theatern. Danach war sie auf die Rolle der Soubrette und dann auf die der Primadonna festgelegt, bevor sie mit zunehmendem Alter mehr komische Rollen verkörperte. Nach ihrer Heirat spielte sie mit ihrem Mann an denselben Theatern. 1936 war sie am Novoshtshi-Theater in Warschau engagiert. Sie war in der 1936 gedrehten Musikfilmkomödie Yidl mitn Fidl in der Rolle der Mutter der Braut zu sehen. Auch ihr Sohn Leon wirkte in dem Film mit.
Am 18. Mai 1908 heiratete Basia Heu den Schauspieler Solomon Liebgold in Przemysl. Die beiden hatten drei Kinder, die beiden Schauspieler Jan Liebgold (Yonek) und Leon Liebgold und die Tochter Toni (Tanke). Nach Beginn des Zweiten Weltkrieges ging Basia Liebgold mit ihrem Mann und ihrer Tochter von Krakau nach Tarnów, wo sie zunächst weiter Theater spielte. Sie wurde 1942 ins Vernichtungslager Treblinka gebracht, wo sie vermutlich noch im selben Jahr ermordet wurde.
Ihr Sohn Leon war mit der Schauspielerin Lili Liliana verheiratet.

## Filmografie
- 1936: Yidl mitn Fidl